# 程静 (1954年)
程静（1954年—），汉族，安徽安庆人，中华人民共和国政治人物、第十一届全国人民代表大会安徽地区代表。
毕业于安徽大学分析化学专业，是中共党员。担任安徽国家农业标准化与监测中心主任。2008年起担任全国人大代表。